# Football Club Internazionale Milano 2024-2025 (femminile)
Questa voce raccoglie le informazioni riguardanti la squadra femminile del Football Club Internazionale Milano nelle competizioni ufficiali della stagione 2024-2025.

## Stagione
Reduce dal quinto posto nel campionato precedente, il terzo consecutivo, l'Inter congeda Rita Guarino dopo tre anni e si affida in panchina a Gianpiero Piovani. In Serie A le nerazzurre chiudono al secondo posto della graduatoria nella prima fase, centrando la qualificazione alla poule scudetto; l'Inter conferma il piazzamento anche nella fase successiva, qualificandosi per la prima volta nella sua storia in UEFA Women's Champions League. In Coppa Italia le meneghine vengono eliminate dal Sassuolo, pareggiando per 1-1 all'andata e perdendo per 1-2 dopo i tempi supplementari al ritorno. Da segnalare che in questa stagione l'Inter fa l'esordio, seppure da ospite, allo stadio Giuseppe Meazza, in un derby contro il Milan, valevole per l'undicesima giornata di campionato.

## Divise e sponsor
Lo sponsor tecnico per la stagione 2024-2025 è Nike, dopo il rinnovo della stagione precedente, mentre gli sponsor ufficiali sono il main sponsor Betsson Sport, lo sleeve sponsor Gate.io, il back sponsor U-Power, quest'ultimo confermato, e lo shorts sponsor TIM.
La maglia home, che vede il debutto della seconda stella conquistata nella stagione precedente dalla squadra maschile, presenta le tradizionali righe verticali nerazzurre accostate a righe diagonali e disallineate tra loro, una reinterpretazione moderna e dinamica che parte dal fronte della maglia e prosegue sul retro; il colletto a V è nerazzurro, così come i bordi delle maniche. Lo swoosh caratteristico dello sponsor tecnico è in bianco, mentre lo stemma è in oro e trova spazio al centro della maglia. I pantaloncini sono neri e presentano lo stesso motivo con le righe nerazzurre diagonali utilizzato sulla maglia. I calzettoni sono anch'essi neri e decorati con quattro righine azzurre al centro.
La maglia away è bianca con inserti grigi, colore utilizzato dagli stilisti dell'alta moda milanese fin dagli anni 1970 e che prende ispirazione dall'estetica gotica e industriale della città di Milano; sono grigi il colletto, i bordi delle maniche e le bande sui fianchi. Lo swoosh caratteristico dello sponsor tecnico è in grigio, così come lo stemma monocromatico, che in questa maglia trova spazio a sinistra. I pantaloncini sono bianchi con inserti grigi ai lati. I calzettoni sono anch'essi bianchi e decorati con quattro righine grigie al centro.
La maglia third è gialla con motivi blu scuro sui lati e sulle maniche ed è ispirata all'architettura di Milano, rendendo omaggio agli artisti e ai designer meneghini che sono andati controcorrente, proponendo uno stile inusuale; il colletto è a V giallo e blu scuro, con all'interno la data di fondazione della squadra femminile, mentre i bordi delle maniche sono blu scuro. Lo swoosh dello sponsor tecnico è doppio e verticale, per simboleggiare la crescita del calcio femminile, ed è blu scuro; anche lo stemma monocromatico è blu scuro e in questa maglia è posto al centro. I pantaloncini sono blu scuro con inserti gialli ai lati. I calzettoni sono gialli con inserti blu scuro.
| Casa | Trasferta | Terza divisa |

| 1ª portiere | 2ª portiere | 3ª portiere | 4ª portiere |

## Organigramma societario
Area sportiva
- Women Football Project Manager: Marco Ieradi[16]

Area tecnica
- Allenatore: Gianpiero Piovani
- Allenatore in seconda: Giorgio Schiavini
- Preparatore dei portieri:
- Preparatore atletico:
- Preparatore atletico:
- Match analyst:
- Dottore: Paolo Amaddeo
- Coordinatore fisioterapisti: Marco Candiloro
- Fisioterapista: Mattia Sagona
- Fisioterapista: Roberto Bottoni
- Nutrizionista: Natale Gentile

## Rosa
Rosa, ruoli e numeri di maglia come da sito ufficiale, aggiornati al 10 gennaio 2025.
| N. |                          | Ruolo | Calciatrice                 |
| -- | ------------------------ | ----- | --------------------------- |
| 1  | Islanda (bandiera)       | P     | Cecilía Rán Rúnarsdóttir    |
| 2  | Italia (bandiera)        | P     | Francesca Durante           |
| 3  | Nuova Zelanda (bandiera) | D     | Katie Bowen                 |
| 4  | Danimarca (bandiera)     | C     | Sofie Junge Pedersen        |
| 5  | Spagna (bandiera)        | D     | Ivana Andrés                |
| 6  | Italia (bandiera)        | C     | Irene Santi                 |
| 7  | Malta (bandiera)         | A     | Haley Bugeja                |
| 8  | Italia (bandiera)        | C     | Matilde Pavan               |
| 9  | Italia (bandiera)        | A     | Elisa Polli                 |
| 10 | Algeria (bandiera)       | C     | Ghoutia Karchouni           |
| 12 | Italia (bandiera)        | P     | Alessia Piazza              |
| 13 | Italia (bandiera)        | D     | Beatrice Merlo              |
| 14 | Italia (bandiera)        | D     | Chiara Robustellini         |
| 15 | Italia (bandiera)        | A     | Annamaria Serturini         |
| 17 | Ungheria (bandiera)      | D     | Beatrix Fördős              |
| 19 | Italia (bandiera)        | D     | Lisa Alborghetti (capitano) |

| N. |                                 | Ruolo | Calciatrice       |
| -- | ------------------------------- | ----- | ----------------- |
| 20 | Belgio (bandiera)               | C     | Marie Detruyer    |
| 21 | Italia (bandiera)               | C     | Martina Tomaselli |
| 22 | Svezia (bandiera)               | C     | Olivia Schough    |
| 23 | Germania (bandiera)             | C     | Lina Magull       |
| 24 | Bosnia ed Erzegovina (bandiera) | D     | Marija Milinković |
| 25 | Italia (bandiera)               | C     | Paola Fadda       |
| 26 | Finlandia (bandiera)            | D     | Jasmin Mansaray   |
| 27 | Ungheria (bandiera)             | C     | Henrietta Csiszár |
| 28 | Francia (bandiera)              | D     | Hillary Diaz      |
| 31 | Belgio (bandiera)               | A     | Tessa Wullaert    |
| 33 | Italia (bandiera)               | D     | Elisa Bartoli     |
| 36 | Italia (bandiera)               | A     | Michela Cambiaghi |
| 40 | Italia (bandiera)               | D     | Lidia Consolini   |
| 94 | Italia (bandiera)               | P     | Rachele Baldi     |
| 99 | Svezia (bandiera)               | A     | Loreta Kullashi   |

## Calciomercato

### Sessione estiva
| Acquisti         | Acquisti                 | Acquisti        | Acquisti      |
| R.               | Nome                     | da              | Modalità      |
| ---------------- | ------------------------ | --------------- | ------------- |
| P                | Rachele Baldi            | Fiorentina      | prestito      |
| P                | Cecilía Rán Rúnarsdóttir | Bayern Monaco   | prestito      |
| D                | Ivana Andrés             | Real Madrid     | definitivo    |
| D                | Elisa Bartoli            | Roma            | definitivo    |
| D                | Hillary Diaz             | Bordeaux        | definitivo    |
| D                | Jasmin Mansaray          | HJK             | definitivo    |
| C                | Marie Detruyer           | OH Lovanio      | definitivo    |
| C                | Martina Tomaselli        | Roma            | definitivo    |
| A                | Loreta Kullashi          | Rosengård       | definitivo    |
| A                | Tessa Wullaert           | Fortuna Sittard | definitivo    |
| Altre operazioni |                          |                 |               |
| R.               | Nome                     | da              | Modalità      |
| P                | Astrid Gilardi           | Como            | fine prestito |
| D                | Caterina Fracaros        | Parma           | fine prestito |
| D                | Angela Passeri           | Sassuolo        | fine prestito |
| C                | Anna Catelli             | Cesena          | fine prestito |
| C                | Lucia Pastrenge          | Como            | fine prestito |
| C                | Alice Regazzoli          | Como            | fine prestito |

| Cessioni         | Cessioni             | Cessioni   | Cessioni       |
| R.               | Nome                 | a          | Modalità       |
| ---------------- | -------------------- | ---------- | -------------- |
| P                | Sara Cetinja         | Lazio      | definitivo     |
| P                | Francesca Durante    | Fiorentina | prestito       |
| D                | Andrine Tomter       | Rosenborg  | fine contratto |
| C                | Marta Pandini        | Roma       | fine prestito  |
| C                | Flaminia Simonetti   | Lazio      | definitivo     |
| C                | Frederikke Thøgersen | Roma       | fine contratto |
| C                | Lucia Pastrenge      | Fiorentina | definitivo     |
| A                | Tatiana Bonetti      | Ternana    | fine contratto |
| A                | Agnese Bonfantini    | Juventus   | fine prestito  |
| A                | Maja Jelčić          | Napoli     | prestito       |
| Altre operazioni |                      |            |                |
| R.               | Nome                 | da         | Modalità       |
| P                | Astrid Gilardi       | Como       | definitivo     |
| D                | Caterina Fracaros    | Napoli     | prestito       |
| D                | Angela Passeri       | Bologna    | prestito       |
| D                | Bianca Vergani       | Cesena     | prestito       |
| C                | Anna Catelli         |            | risoluzione    |
| C                | Alice Regazzoli      |            | risoluzione    |
| A                | Gaia Lonati          | Parma      | prestito       |

### Sessione invernale
| Acquisti | Acquisti          | Acquisti  | Acquisti      |
| R.       | Nome              | da        | Modalità      |
| -------- | ----------------- | --------- | ------------- |
| D        | Caterina Fracaros | Napoli    | fine prestito |
| C        | Olivia Schough    | Rosengård | [ 38 ]        |

| Cessioni | Cessioni          | Cessioni | Cessioni    |
| R.       | Nome              | a        | Modalità    |
| -------- | ----------------- | -------- | ----------- |
| D        | Caterina Fracaros | Freedom  | in prestito |
| C        | Hillary Diaz      | Fleury   | in prestito |
| A        | Loreta Kullashi   | Napoli   | in prestito |

## Risultati

### Coppa Italia

#### Fase a eliminazione diretta
| Arbitro: | Massari (Torino) |

|                        |           |                                                           |
| Kajzba 73’ Rognoni 75’ | Marcatori | 32’ Bugeja 79’, 112’ Cambiaghi 101’ Karchouni 107’ Magull |

| Arbitro: | Esposito (Napoli) |

|           |           |              |
| Polli 77’ | Marcatori | 83’ Clelland |

| Arbitro: | Migliorini (Verona) |

|                                      |           |           |
| De Rita 90+4’ Milinković 106’ (aut.) | Marcatori | 3’ Bugeja |

## Statistiche

### Statistiche di squadra
| Competizione | Punti | In casa | In casa | In casa | In casa | In casa | In casa | In trasferta | In trasferta | In trasferta | In trasferta | In trasferta | In trasferta | Totale | Totale | Totale | Totale | Totale | Totale | DR |
| Competizione | Punti | G       | V       | N       | P       | Gf      | Gs      | G            | V            | N            | P            | Gf           | Gs           | G      | V      | N      | P      | Gf     | Gs     | DR |
| ------------ | ----- | ------- | ------- | ------- | ------- | ------- | ------- | ------------ | ------------ | ------------ | ------------ | ------------ | ------------ | ------ | ------ | ------ | ------ | ------ | ------ | -- |
| Serie A      | 51    | 13      | 8       | 4       | 1       | 25      | 10      | 13           | 7            | 2            | 4            | 25           | 16           | 26     | 15     | 6      | 5      | 50     | 26     | 24 |
| Coppa Italia | -     | 1       | 0       | 1       | 0       | 1       | 1       | 2            | 1            | 0            | 1            | 6            | 4            | 3      | 1      | 1      | 1      | 7      | 5      | 2  |
| Totale       | -     | 14      | 8       | 5       | 1       | 26      | 11      | 15           | 8            | 2            | 5            | 31           | 20           | 29     | 16     | 7      | 6      | 57     | 31     | 26 |

### Andamento in campionato
| Giornata  | 1 | 2 | 3 | 4 | 5 | 6 | 7 | 8 | 9 | 10 | 11 | 12 | 13 | 14 | 15 | 16 | 17 | 18 | 19 | 20 | 21 | 22 | 23 | 24 | 25 | 26 | 27 | 28 |
| --------- | - | - | - | - | - | - | - | - | - | -- | -- | -- | -- | -- | -- | -- | -- | -- | -- | -- | -- | -- | -- | -- | -- | -- | -- | -- |
| Luogo     | C | T | C | T | C | T | C | T | C | T  | C  | T  | C  | T  | C  | T  | C  | T  | R  | T  | C  | T  | C  | R  | C  | T  | C  | T  |
| Risultato | V | V | N | V | N | V | N | P | V | V  | V  | N  | V  | V  | V  | P  | V  | N  | -  | P  | N  | P  | V  | -  | V  | V  | P  | V  |
| Posizione | 1 | 1 | 3 | 2 | 3 | 3 | 3 | 3 | 3 | 3  | 2  | 3  | 2  | 2  | 2  | 2  | 2  | 2  | 2  | 2  | 2  | 2  | 2  | 2  | 2  | 2  | 2  | 2  |

Legenda:

Luogo: C = Casa; T = Trasferta. Risultato: V = Vittoria; N = Pareggio; P = Sconfitta.

### Statistiche delle giocatrici
Sono in corsivo le calciatrici che hanno lasciato la società a stagione in corso.
| Giocatore           | Serie A  | Serie A | Serie A     | Serie A    | Coppa Italia | Coppa Italia | Coppa Italia | Coppa Italia | Totale   | Totale | Totale      | Totale     |
| Giocatore           | Presenze | Reti    | Ammonizioni | Espulsioni | Presenze     | Reti         | Ammonizioni  | Espulsioni   | Presenze | Reti   | Ammonizioni | Espulsioni |
| ------------------- | -------- | ------- | ----------- | ---------- | ------------ | ------------ | ------------ | ------------ | -------- | ------ | ----------- | ---------- |
| L. Alborghetti      | 1        | 0       | 0           | 0          | 0            | 0            | 0            | 0            | 1        | 0      | 0           | 0          |
| I. Andrés           | 25       | 2       | 2           | 0          | 2            | 0            | 0            | 0            | 27       | 2      | 2           | 0          |
| R. Baldi            | 3        | -4      | 0           | 0          | 2            | -3           | 0            | 0            | 5        | -7     | 0           | 0          |
| E. Bartoli          | 17       | 2       | 2           | 0          | 2            | 0            | 0            | 0            | 19       | 2      | 2           | 0          |
| K. Bowen            | 20       | 0       | 1           | 0          | 2            | 0            | 0            | 0            | 22       | 0      | 1           | 0          |
| H. Bugeja           | 24       | 1       | 0           | 0          | 3            | 2            | 0            | 0            | 27       | 3      | 0           | 0          |
| M. Cambiaghi        | 20       | 5       | 2           | 0          | 2            | 2            | 0            | 0            | 22       | 7      | 2           | 0          |
| L. Consolini        | 0        | 0       | 0           | 0          | 0            | 0            | 0            | 0            | 0        | 0      | 0           | 0          |
| H. Csiszár          | 22       | 1       | 2           | 0          | 2            | 0            | 0            | 0            | 24       | 1      | 2           | 0          |
| M. Detruyer         | 25       | 0       | 2           | 0          | 2            | 0            | 0            | 0            | 27       | 0      | 2           | 0          |
| H. Diaz             | 1        | 0       | 0           | 0          | 1            | 0            | 0            | 0            | 2        | 0      | 0           | 0          |
| F. Durante          | 0        | 0       | 0           | 0          | 0            | 0            | 0            | 0            | 0        | 0      | 0           | 0          |
| P. Fadda            | 0        | 0       | 0           | 0          | 0            | 0            | 0            | 0            | 0        | 0      | 0           | 0          |
| B. Fördős           | 3        | 0       | 1           | 0          | 2            | 0            | 1            | 0            | 5        | 0      | 2           | 0          |
| S. Junge Pedersen   | 9        | 0       | 1           | 0          | 2            | 0            | 0            | 0            | 11       | 0      | 1           | 0          |
| G. Karchouni        | 9        | 1       | 1           | 0          | 2            | 1            | 0            | 0            | 11       | 2      | 1           | 0          |
| L. Kullashi         | 0        | 0       | 0           | 0          | 1            | 0            | 0            | 0            | 1        | 0      | 0           | 0          |
| L. Magull           | 24       | 6       | 1           | 0          | 2            | 1            | 0            | 0            | 26       | 7      | 1           | 0          |
| J. Mansaray         | 1        | 0       | 0           | 0          | 0            | 0            | 0            | 0            | 1        | 0      | 0           | 0          |
| B. Merlo            | 25       | 2       | 2           | 0          | 1            | 0            | 0            | 0            | 26       | 2      | 2           | 0          |
| M. Milinković       | 26       | 2       | 4           | 0          | 3            | 0            | 0            | 0            | 29       | 2      | 4           | 0          |
| M. Pavan            | 13       | 0       | 1           | 0          | 3            | 0            | 0            | 0            | 16       | 0      | 1           | 0          |
| A. Piazza           | 0        | 0       | 0           | 0          | 0            | 0            | 0            | 0            | 0        | 0      | 0           | 0          |
| E. Polli            | 20       | 7       | 2           | 0          | 2            | 1            | 0            | 0            | 22       | 8      | 2           | 0          |
| C. Rán Rúnarsdóttir | 23       | -21     | 0           | 0          | 1            | -2           | 0            | 0            | 24       | -23    | 0           | 0          |
| C. Robustellini     | 13       | 1       | 0           | 0          | 3            | 0            | 0            | 0            | 16       | 1      | 0           | 0          |
| I. Santi            | 5        | 1       | 0           | 0          | 1            | 0            | 0            | 0            | 6        | 1      | 0           | 0          |
| O. Schough          | 12       | 0       | 0           | 0          | 2            | 0            | 0            | 0            | 14       | 0      | 0           | 0          |
| A. Serturini        | 23       | 4       | 1           | 0          | 2            | 0            | 0            | 0            | 25       | 4      | 1           | 0          |
| M. Tomaselli        | 20       | 3       | 1           | 0          | 2            | 0            | 0            | 0            | 22       | 3      | 1           | 0          |
| T. Wullaert         | 22       | 10      | 2           | 0          | 3            | 0            | 0            | 0            | 25       | 10     | 2           | 0          |

## Giovanili

### Organigramma
Area tecnica
- Primavera
  - Allenatore: Marco Mandelli

### Piazzamenti
- Primavera:
  - Campionato: finalista[42]